# Dario D’Angelo

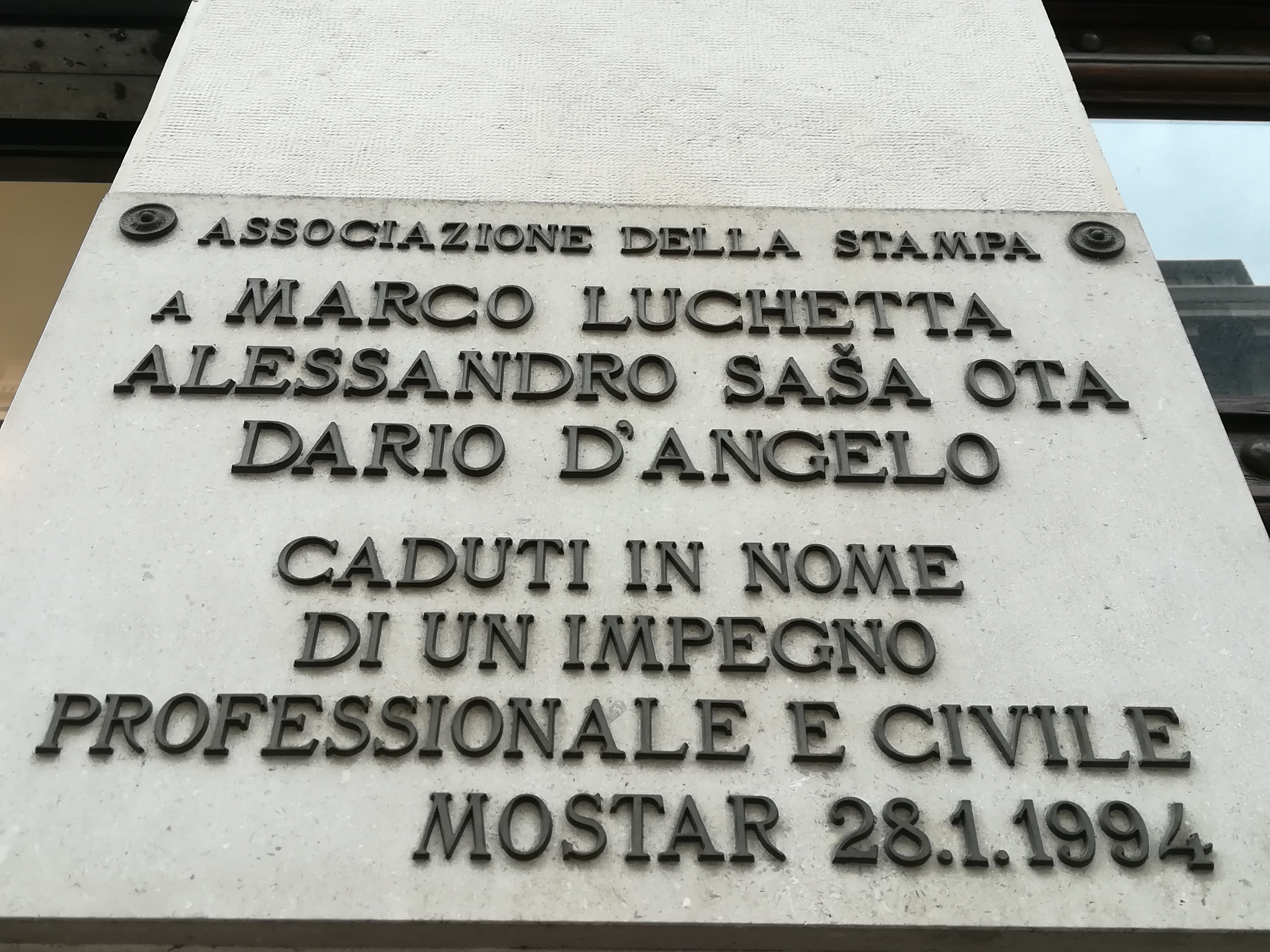
Gedenktafel in Triest

Dario D’Angelo (* 6. Juli 1947 in Triest; † 28. Januar 1994 in Mostar) war ein italienischer Journalist, der zusammen mit Marco Luchetta und Alessandro Saša Ota im Verlauf des Bosnienkriegs während seiner Arbeit für die Rai getötet wurde.

## Leben
D’Angelo wurde im Triester Stadtteil Barcola geboren und wuchs in Prosecco auf. Nach der Pflichtschule wurde er Elektriker-Lehrling. Den Militärdienst absolvierte er in Bologna, danach machte er an der Abendschule eine Ausbildung im Bereich Telekommunikation und arbeitete für ein Eisenwerk in Servola. 1971 heiratete er Gianna, mit der er eine Tochter hatte. Ab 1980 arbeitete er als Aufnahmeassistent für die Rai, ab 1990 reiste er in diesem Rahmen mehrfach durch Jugoslavia, anlässlich des 10-Tage-Kriegs, dem Fall des Kommunismus in Albanien, des Kroatienkriegs und des Bosnienkriegs.

## Tod
Am 28. Januar 1994 war er zusammen mit Marco Luchetta und Alessandro Saša Ota in Mostar, für eine Reportage über das Leid der Kinder im Krieg. Dort fielen die drei Journalisten einer Granate zum Opfer. Das Kind, das sie in jenem Moment interviewten, wurde nur leicht verletzt.
In Gedenken an die drei Journalisten und an Miran Hrovatin (ebenfalls aus Triest) entstand die Stiftung Fondazione Luchetta Ota D’Angelo Hrovatin, die sich um die medizinische Versorgung kriegsversehrter Kinder kümmerte. 2014 wurde ein öffentlicher Garten in Triest nach den vieren benannt. D’Angelo ist außerdem Namensgeber für die Kategorie des besten international veröffentlichten Artikels beim Premio Luchetta.

## Belege
1. ↑  Guido Vitale: Gli incubi di Dario. Premio Luchetta, archiviert vom Original (nicht mehr online verfügbar) am 23. Oktober 2020; abgerufen am 26. Januar 2018.  Info: Der Archivlink wurde automatisch eingesetzt und noch nicht geprüft. Bitte prüfe Original- und Archivlink gemäß Anleitung und entferne dann diesen Hinweis.
2. ↑  Storia. Fondazione Luchetta Ota D’Angelo Hrovatin, archiviert vom Original (nicht mehr online verfügbar) am 27. Januar 2019; abgerufen am 26. Januar 2019.  Info: Der Archivlink wurde automatisch eingesetzt und noch nicht geprüft. Bitte prüfe Original- und Archivlink gemäß Anleitung und entferne dann diesen Hinweis.
3. ↑  Giornalisti: a Trieste giardino in memoria vittime Mostar. Cerimonia con Siddi e Rossi (Fnsi) per Luchetta, Ota, D’Angelo, Hrovatin. Articolo 21, liberi di…, 12. Mai 2014, abgerufen am 26. Januar 2019.
4. ↑  Premio Luchetta. Archiviert vom Original (nicht mehr online verfügbar) am 26. Januar 2019; abgerufen am 26. Januar 2019.  Info: Der Archivlink wurde automatisch eingesetzt und noch nicht geprüft. Bitte prüfe Original- und Archivlink gemäß Anleitung und entferne dann diesen Hinweis.

| Personendaten    | Personendaten            |
| ---------------- | ------------------------ |
| NAME             | D’Angelo, Dario          |
| KURZBESCHREIBUNG | italienischer Journalist |
| GEBURTSDATUM     | 6. Juli 1947             |
| GEBURTSORT       | Triest                   |
| STERBEDATUM      | 28. Januar 1994          |
| STERBEORT        | Mostar                   |